# Ceratiscada canaria
Ceratiscada canaria is een vlinder uit de familie Nymphalidae. De wetenschappelijke naam van de soort is voor het eerst geldig gepubliceerd in 1970 door Brown & d'Almeida.